# Nick Porzig
Nick Porzig, född den 1 juli 1972 i Kapstaden i Sydafrika, är en australisk roddare.
Han tog OS-silver i åtta med styrman i samband med de olympiska roddtävlingarna 2000 i Sydney.